# Thysanoessa
A Thysanoessa a felsőbbrendű rákok (Malacostraca) osztályának krill (Euphausiacea) rendjébe, ezen belül az Euphausiidae családjába tartozó nem.

## Rendszerezés
A nembe az alábbi 10 faj tartozik:
- Thysanoessa gregaria G. O. Sars, 1885
- Thysanoessa inermis (Krøyer, 1846)
- Thysanoessa inspinata Nemoto, 1963
- Thysanoessa longicaudata (Krøyer, 1846)
- Thysanoessa longipes Brandt, 1851
- Thysanoessa macrura G. O. Sars, 1885
- Thysanoessa parva Hansen, 1905
- Thysanoessa raschii (M. Sars, 1864)
- Thysanoessa spinifera Holmes, 1900
- Thysanoessa vicina Hansen, 1911

## Fordítás
- Ez a szócikk részben vagy egészben  a   Thysanoessa című angol Wikipédia-szócikk ezen változatának fordításán alapul.  Az eredeti cikk szerkesztőit annak laptörténete sorolja fel. Ez a jelzés csupán a megfogalmazás eredetét és a szerzői jogokat jelzi, nem szolgál a cikkben szereplő információk forrásmegjelöléseként.